# Liste der Gemeinden im Département Indre

Lage des Départements Indre

Das Département Indre liegt in der Region Centre-Val de Loire in Frankreich. Es untergliedert sich in vier Arrondissements mit 241 Gemeinden (frz. communes) (Stand 1. Januar 2019).
| Code INSEE | PLZ         | Gemeinde                        | Einwohner (Stand 1. Januar 2022) | Fläche in km² | Einwohner je km² | Kanton seit 30. März 2015 Kanton bis 29. März 2015                                                             | Arrondissement        | Gemeindeverband                     |
| ---------- | ----------- | ------------------------------- | -------------------------------- | ------------- | ---------------- | --- | --------------------- | ----------------------------------- |
| 36001      | 36140       | Aigurande                       | 1329                             | 27,77         | 48               | Neuvy-Saint-Sépulchre Aigurande                                                                                | La Châtre             | Marche Berrichonne                  |
| 36002      | 36150       | Aize                            | 116                              | 17,07         | 7                | Levroux Vatan                                                                                                  | Issoudun              | Champagne Boischauts                |
| 36003      | 36120       | Ambrault                        | 887                              | 25,59         | 35               | Ardentes Issoudun-Sud                                                                                          | Issoudun              | Champagne Boischauts                |
| 36004      | 36210       | Anjouin                         | 315                              | 28,91         | 11               | Valençay Saint-Christophe-en-Bazelle                                                                           | Issoudun              | Chabris-Pays de Bazelle             |
| 36005      | 36120       | Ardentes                        | 3747                             | 62,09         | 60               | Ardentes | Châteauroux           | Châteauroux Métropole               |
| 36006      | 36200       | Argenton-sur-Creuse             | 4817                             | 29,34         | 164              | Argenton-sur-Creuse                                                                                            | Châteauroux           | Éguzon-Argenton-Vallée de la Creuse |
| 36007      | 36500       | Argy                            | 574                              | 38,89         | 15               | Buzançais | Châteauroux           | Val de l’Indre-Brenne               |
| 36008      | 36700       | Arpheuilles                     | 238                              | 22,49         | 11               | Buzançais Châtillon-sur-Indre                                                                                  | Châteauroux           | Châtillonnais en Berry              |
| 36009      | 36330       | Arthon                          | 1216                             | 46,80         | 26               | Ardentes | Châteauroux           | Châteauroux Métropole               |
| 36010      | 36290       | Azay-le-Ferron                  | 835                              | 60,95         | 14               | Le Blanc Mézières-en-Brenne                                                                                    | Le Blanc              | Cœur de Brenne                      |
| 36158      | 36200       | Badecon-le-Pin                  | 761                              | 9,88          | 77               | Argenton-sur-Creuse Éguzon-Chantôme                                                                            | Châteauroux La Châtre | Éguzon-Argenton-Vallée de la Creuse |
| 36011      | 36210       | Bagneux                         | 173                              | 25,30         | 7                | Valençay Saint-Christophe-en-Bazelle                                                                           | Issoudun              | Chabris-Pays de Bazelle             |
| 36012      | 36270       | Baraize                         | 357                              | 16,39         | 22               | Argenton-sur-Creuse Éguzon-Chantôme                                                                            | Châteauroux La Châtre | Éguzon-Argenton-Vallée de la Creuse |
| 36013      | 36110       | Baudres                         | 400                              | 27,40         | 15               | Levroux | Châteauroux           | Levroux Boischaut Champagne         |
| 36014      | 36270       | Bazaiges                        | 213                              | 18,37         | 12               | Argenton-sur-Creuse Éguzon-Chantôme                                                                            | Châteauroux La Châtre | Éguzon-Argenton-Vallée de la Creuse |
| 36015      | 36310       | Beaulieu                        | 51                               | 7,48          | 7                | Saint-Gaultier Saint-Benoît-du-Sault                                                                           | Le Blanc              | Marche Occitane-Val d’Anglin        |
| 36016      | 36370       | Bélâbre                         | 926                              | 40,14         | 23               | Saint-Gaultier Bélâbre                                                                                         | Le Blanc              | Marche Occitane-Val d’Anglin        |
| 36019      | 36120       | Bommiers                        | 320                              | 28,38         | 11               | La Châtre Issoudun-Sud                                                                                         | Issoudun              | Champagne Boischauts                |
| 36020      | 36310       | Bonneuil                        | 75                               | 11,41         | 7                | Saint-Gaultier Saint-Benoît-du-Sault                                                                           | Le Blanc              | Marche Occitane-Val d’Anglin        |
| 36022      | 36200       | Bouesse                         | 388                              | 24,19         | 16               | Argenton-sur-Creuse                                                                                            | Châteauroux           | Éguzon-Argenton-Vallée de la Creuse |
| 36023      | 36110       | Bouges-le-Château               | 264                              | 34,77         | 8                | Levroux | Châteauroux           | Levroux Boischaut Champagne         |
| 36024      | 36110       | Bretagne                        | 122                              | 18,36         | 7                | Levroux | Châteauroux           | Levroux Boischaut Champagne         |
| 36025      | 36400       | Briantes                        | 596                              | 23,12         | 26               | La Châtre | La Châtre             | La Châtre et Sainte-Sévère          |
| 36026      | 36110       | Brion                           | 595                              | 44,20         | 13               | Levroux | Châteauroux           | Levroux Boischaut Champagne         |
| 36027      | 36100       | Brives                          | 239                              | 19,61         | 12               | La Châtre Issoudun-Sud                                                                                         | Issoudun              | Champagne Boischauts                |
| 36029      | 36150       | Buxeuil                         | 221                              | 19,75         | 11               | Levroux Vatan                                                                                                  | Issoudun              | Champagne Boischauts                |
| 36030      | 36230       | Buxières-d’Aillac               | 243                              | 25,75         | 9                | Neuvy-Saint-Sépulchre Ardentes                                                                                 | La Châtre Châteauroux | Val de Bouzanne                     |
| 36031      | 36500       | Buzançais                       | 4431                             | 58,64         | 76               | Buzançais | Châteauroux           | Val de l’Indre-Brenne               |
| 36032      | 36200       | Ceaulmont                       | 673                              | 17,38         | 39               | Argenton-sur-Creuse Éguzon-Chantôme                                                                            | Châteauroux La Châtre | Éguzon-Argenton-Vallée de la Creuse |
| 36033      | 36200       | Celon                           | 383                              | 17,04         | 22               | Argenton-sur-Creuse                                                                                            | Châteauroux           | Éguzon-Argenton-Vallée de la Creuse |
| 36034      | 36210       | Chabris                         | 2762                             | 41,22         | 67               | Valençay Saint-Christophe-en-Bazelle                                                                           | Issoudun              | Chabris-Pays de Bazelle             |
| 36035      | 36310       | Chaillac                        | 1031                             | 59,79         | 17               | Saint-Gaultier Saint-Benoît-du-Sault                                                                           | Le Blanc              | Marche Occitane-Val d’Anglin        |
| 36036      | 36370       | Chalais                         | 151                              | 39,65         | 4                | Saint-Gaultier Bélâbre                                                                                         | Le Blanc              | Marche Occitane-Val d’Anglin        |
| 36038      | 36160       | Champillet                      | 126                              | 6,94          | 18               | La Châtre | La Châtre             | La Châtre et Sainte-Sévère          |
| 36042      | 36800       | Chasseneuil                     | 710                              | 29,85         | 24               | Argenton-sur-Creuse                                                                                            | Châteauroux           | Éguzon-Argenton-Vallée de la Creuse |
| 36043      | 36400       | Chassignolles                   | 533                              | 29,94         | 18               | Neuvy-Saint-Sépulchre La Châtre                                                                                | La Châtre             | La Châtre et Sainte-Sévère          |
| 36044      | 36000       | Châteauroux                     | 43.079                           | 25,54         | 1687             | Châteauroux-1 Châteauroux-2 Châteauroux-3 Châteauroux-Centre Châteauroux-Est Châteauroux-Ouest Châteauroux-Sud | Châteauroux           | Châteauroux Métropole               |
| 36045      | 36700       | Châtillon-sur-Indre             | 2296                             | 45,30         | 51               | Buzançais Châtillon-sur-Indre                                                                                  | Châteauroux           | Châtillonnais en Berry              |
| 36048      | 36200       | Chavin                          | 270                              | 14,01         | 19               | Argenton-sur-Creuse                                                                                            | Châteauroux           | Éguzon-Argenton-Vallée de la Creuse |
| 36049      | 36170       | Chazelet                        | 124                              | 11,73         | 11               | Saint-Gaultier Saint-Benoît-du-Sault                                                                           | Le Blanc              | Brenne-Val de Creuse                |
| 36050      | 36500       | Chezelles                       | 451                              | 17,32         | 26               | Buzançais | Châteauroux           | Val de l’Indre-Brenne               |
| 36051      | 36800       | Chitray                         | 173                              | 19,94         | 9                | Saint-Gaultier                                                                                                 | Le Blanc              | Brenne-Val de Creuse                |
| 36052      | 36100       | Chouday                         | 145                              | 30,00         | 5                | Issoudun Issoudun-Sud                                                                                          | Issoudun              | Champagne Boischauts                |
| 36053      | 36300       | Ciron                           | 523                              | 57,94         | 9                | Le Blanc | Le Blanc              | Brenne-Val de Creuse                |
| 36054      | 36700       | Cléré-du-Bois                   | 234                              | 36,13         | 6                | Buzançais Châtillon-sur-Indre                                                                                  | Châteauroux           | Châtillonnais en Berry              |
| 36055      | 36700       | Clion                           | 1007                             | 33,53         | 30               | Buzançais Châtillon-sur-Indre                                                                                  | Châteauroux           | Châtillonnais en Berry              |
| 36056      | 36340       | Cluis                           | 979                              | 35,32         | 28               | Neuvy-Saint-Sépulchre                                                                                          | La Châtre             | Val de Bouzanne                     |
| 36057      | 36130       | Coings                          | 903                              | 29,33         | 31               | Levroux | Châteauroux           | Châteauroux Métropole               |
| 36058      | 36300       | Concremiers                     | 595                              | 28,11         | 21               | Le Blanc | Le Blanc              | Brenne-Val de Creuse                |
| 36059      | 36100       | Condé                           | 227                              | 23,82         | 10               | La Châtre Issoudun-Sud                                                                                         | Issoudun              | Champagne Boischauts                |
| 36060      | 36140       | Crevant                         | 706                              | 36,54         | 19               | Neuvy-Saint-Sépulchre Aigurande                                                                                | La Châtre             | Marche Berrichonne                  |
| 36061      | 36140       | Crozon-sur-Vauvre               | 331                              | 27,69         | 12               | Neuvy-Saint-Sépulchre Aigurande                                                                                | La Châtre             | Marche Berrichonne                  |
| 36062      | 36190       | Cuzion                          | 474                              | 18,45         | 26               | Argenton-sur-Creuse Éguzon-Chantôme                                                                            | Châteauroux La Châtre | Éguzon-Argenton-Vallée de la Creuse |
| 36063      | 36130       | Déols                           | 7618                             | 31,74         | 240              | Châteauroux-1 Châteauroux-Est                                                                                  | Châteauroux           | Châteauroux Métropole               |
| 36064      | 36130       | Diors                           | 755                              | 25,44         | 30               | Ardentes | Châteauroux           | Châteauroux Métropole               |
| 36065      | 36260       | Diou                            | 259                              | 16,39         | 16               | Levroux Issoudun-Nord                                                                                          | Issoudun              | Pays d’Issoudun                     |
| 36066      | 36300       | Douadic                         | 473                              | 43,14         | 11               | Le Blanc | Le Blanc              | Brenne-Val de Creuse                |
| 36067      | 36310       | Dunet                           | 103                              | 9,24          | 11               | Saint-Gaultier Saint-Benoît-du-Sault                                                                           | Le Blanc              | Marche Occitane-Val d’Anglin        |
| 36068      | 36210       | Dun-le-Poëlier                  | 437                              | 22,56         | 19               | Valençay Saint-Christophe-en-Bazelle                                                                           | Issoudun              | Chabris-Pays de Bazelle             |
| 36069      | 36240       | Écueillé                        | 1189                             | 34,90         | 34               | Valençay Écueillé                                                                                              | Châteauroux           | Écueillé-Valençay                   |
| 36070      | 36270       | Éguzon-Chantôme                 | 1314                             | 36,44         | 36               | Argenton-sur-Creuse Éguzon-Chantôme                                                                            | Châteauroux La Châtre | Éguzon-Argenton-Vallée de la Creuse |
| 36071      | 36120       | Étrechet                        | 1002                             | 17,89         | 56               | Ardentes | Châteauroux           | Châteauroux Métropole               |
| 36073      | 36160       | Feusines                        | 208                              | 12,49         | 17               | La Châtre Sainte-Sévère-sur-Indre                                                                              | La Châtre             | La Châtre et Sainte-Sévère          |
| 36074      | 36700       | Fléré-la-Rivière                | 549                              | 25,31         | 22               | Buzançais Châtillon-sur-Indre                                                                                  | Châteauroux           | Châtillonnais en Berry              |
| 36075      | 36150       | Fontenay                        | 77                               | 12,33         | 6                | Levroux Vatan                                                                                                  | Issoudun              | Champagne Boischauts                |
| 36076      | 36220       | Fontgombault                    | 262                              | 10,58         | 25               | Le Blanc Tournon-Saint-Martin                                                                                  | Le Blanc              | Brenne-Val de Creuse                |
| 36077      | 36600       | Fontguenand                     | 252                              | 18,24         | 14               | Valençay | Châteauroux           | Écueillé-Valençay                   |
| 36078      | 36230       | Fougerolles                     | 352                              | 17,17         | 21               | Neuvy-Saint-Sépulchre                                                                                          | La Châtre             | Val de Bouzanne                     |
| 36079      | 36110       | Francillon                      | 76                               | 10,27         | 7                | Levroux | Châteauroux           | Levroux Boischaut Champagne         |
| 36080      | 36180       | Frédille                        | 76                               | 6,31          | 12               | Valençay Écueillé                                                                                              | Châteauroux           | Écueillé-Valençay                   |
| 36081      | 36190       | Gargilesse-Dampierre            | 267                              | 15,72         | 17               | Argenton-sur-Creuse Éguzon-Chantôme                                                                            | Châteauroux La Châtre | Éguzon-Argenton-Vallée de la Creuse |
| 36082      | 36240       | Gehée                           | 254                              | 22,75         | 11               | Valençay Écueillé                                                                                              | Châteauroux           | Écueillé-Valençay                   |
| 36083      | 36150       | Giroux                          | 121                              | 23,48         | 5                | Levroux Vatan                                                                                                  | Issoudun              | Champagne Boischauts                |
| 36084      | 36230       | Gournay                         | 280                              | 20,33         | 14               | Neuvy-Saint-Sépulchre                                                                                          | La Châtre             | Val de Bouzanne                     |
| 36085      | 36150       | Guilly                          | 239                              | 20,64         | 12               | Levroux Vatan                                                                                                  | Issoudun              | Champagne Boischauts                |
| 36086      | 36180       | Heugnes                         | 385                              | 42,17         | 9                | Valençay Écueillé                                                                                              | Châteauroux           | Écueillé-Valençay                   |
| 36087      | 36300       | Ingrandes                       | 299                              | 11,12         | 27               | Le Blanc | Le Blanc              | Brenne-Val de Creuse                |
| 36088      | 36100       | Issoudun                        | 10.953                           | 36,60         | 299              | Issoudun Issoudun-Nord Issoudun-Sud                                                                            | Issoudun              | Pays d’Issoudun                     |
| 36089      | 36120       | Jeu-les-Bois                    | 405                              | 38,32         | 11               | Ardentes | Châteauroux           | Châteauroux Métropole               |
| 36090      | 36240       | Jeu-Maloches                    | 119                              | 12,73         | 9                | Valençay Écueillé                                                                                              | Châteauroux           | Écueillé-Valençay                   |
| 36017      | 36400       | La Berthenoux                   | 361                              | 39,82         | 9                | La Châtre | La Châtre             | La Châtre et Sainte-Sévère          |
| 36028      | 36140       | La Buxerette                    | 111                              | 10,99         | 10               | Neuvy-Saint-Sépulchre Aigurande                                                                                | La Châtre             | Marche Berrichonne                  |
| 36037      | 36100       | La Champenoise                  | 305                              | 44,34         | 7                | Levroux Issoudun-Nord                                                                                          | Issoudun              | Champagne Boischauts                |
| 36040      | 36500       | La Chapelle-Orthemale           | 100                              | 16,80         | 6                | Buzançais | Châteauroux           | Val de l’Indre-Brenne               |
| 36041      | 36150       | La Chapelle-Saint-Laurian       | 136                              | 9,82          | 14               | Levroux Vatan                                                                                                  | Issoudun              | Champagne Boischauts                |
| 36046      | 36400       | La Châtre                       | 4038                             | 6,06          | 666              | La Châtre | La Châtre             | La Châtre et Sainte-Sévère          |
| 36047      | 36170       | La Châtre-Langlin               | 503                              | 27,40         | 18               | Saint-Gaultier Saint-Benoît-du-Sault                                                                           | Le Blanc              | Marche Occitane-Val d’Anglin        |
| 36132      | 36160       | La Motte-Feuilly                | 74                               | 5,68          | 13               | La Châtre | La Châtre             | La Châtre et Sainte-Sévère          |
| 36157      | 36350       | La Pérouille                    | 435                              | 21,54         | 20               | Saint-Gaultier Ardentes                                                                                        | Le Blanc Châteauroux  | Brenne-Val de Creuse                |
| 36233      | 36600       | La Vernelle                     | 799                              | 17,08         | 47               | Valençay | Châteauroux           | Écueillé-Valençay                   |
| 36091      | 36400       | Lacs                            | 655                              | 13,46         | 49               | La Châtre | La Châtre             | La Châtre et Sainte-Sévère          |
| 36092      | 36600       | Langé                           | 260                              | 20,63         | 13               | Valençay | Châteauroux           | Écueillé-Valençay                   |
| 36018      | 36300       | Le Blanc                        | 6188                             | 57,61         | 107              | Le Blanc | Le Blanc              | Brenne-Val de Creuse                |
| 36109      | 36400       | Le Magny                        | 1015                             | 17,84         | 57               | Neuvy-Saint-Sépulchre La Châtre                                                                                | La Châtre             | La Châtre et Sainte-Sévère          |
| 36117      | 36200       | Le Menoux                       | 412                              | 5,58          | 74               | Argenton-sur-Creuse                                                                                            | Châteauroux           | Éguzon-Argenton-Vallée de la Creuse |
| 36154      | 36200       | Le Pêchereau                    | 1781                             | 20,94         | 85               | Argenton-sur-Creuse                                                                                            | Châteauroux           | Éguzon-Argenton-Vallée de la Creuse |
| 36159      | 36330       | Le Poinçonnet                   | 5848                             | 45,00         | 130              | Ardentes | Châteauroux           | Châteauroux Métropole               |
| 36161      | 36800       | Le Pont-Chrétien-Chabenet       | 934                              | 9,03          | 103              | Argenton-sur-Creuse                                                                                            | Châteauroux           | Éguzon-Argenton-Vallée de la Creuse |
| 36225      | 36700       | Le Tranger                      | 171                              | 22,26         | 8                | Buzançais Châtillon-sur-Indre                                                                                  | Châteauroux           | Châtillonnais en Berry              |
| 36021      | 36100       | Les Bordes                      | 824                              | 16,30         | 51               | Issoudun Issoudun-Nord                                                                                         | Issoudun              | Pays d’Issoudun                     |
| 36093      | 36110       | Levroux                         | 2802                             | 82,32         | 34               | Levroux | Châteauroux           | Levroux Boischaut Champagne         |
| 36094      | 36370       | Lignac                          | 459                              | 67,03         | 7                | Saint-Gaultier Bélâbre                                                                                         | Le Blanc              | Marche Occitane-Val d’Anglin        |
| 36095      | 36160       | Lignerolles                     | 115                              | 13,00         | 9                | La Châtre Sainte-Sévère-sur-Indre                                                                              | La Châtre             | La Châtre et Sainte-Sévère          |
| 36096      | 36220       | Lingé                           | 203                              | 32,66         | 6                | Le Blanc Tournon-Saint-Martin                                                                                  | Le Blanc              | Cœur de Brenne                      |
| 36097      | 36150       | Liniez                          | 324                              | 26,94         | 12               | Levroux Vatan                                                                                                  | Issoudun              | Champagne Boischauts                |
| 36098      | 36100       | Lizeray                         | 83                               | 35,41         | 2                | Levroux Issoudun-Nord                                                                                          | Issoudun              | Champagne Boischauts                |
| 36099      | 36140       | Lourdoueix-Saint-Michel         | 303                              | 19,67         | 15               | Neuvy-Saint-Sépulchre Aigurande                                                                                | La Châtre             | Marche Berrichonne                  |
| 36100      | 36400       | Lourouer-Saint-Laurent          | 250                              | 11,21         | 22               | La Châtre | La Châtre             | La Châtre et Sainte-Sévère          |
| 36101      | 36350       | Luant                           | 1584                             | 31,06         | 51               | Saint-Gaultier Ardentes                                                                                        | Châteauroux           | Châteauroux Métropole               |
| 36102      | 36150       | Luçay-le-Libre                  | 105                              | 11,85         | 9                | Levroux Vatan                                                                                                  | Issoudun              | Champagne Boischauts                |
| 36103      | 36360       | Luçay-le-Mâle                   | 1315                             | 68,08         | 19               | Valençay | Châteauroux           | Écueillé-Valençay                   |
| 36104      | 36220       | Lurais                          | 227                              | 13,61         | 17               | Le Blanc Tournon-Saint-Martin                                                                                  | Le Blanc              | Brenne-Val de Creuse                |
| 36105      | 36220       | Lureuil                         | 274                              | 22,04         | 12               | Le Blanc Tournon-Saint-Martin                                                                                  | Le Blanc              | Brenne-Val de Creuse                |
| 36106      | 36800       | Luzeret                         | 155                              | 26,78         | 6                | Saint-Gaultier                                                                                                 | Le Blanc              | Brenne-Val de Creuse                |
| 36107      | 36600       | Lye                             | 757                              | 24,77         | 31               | Valençay | Châteauroux           | Écueillé-Valençay                   |
| 36108      | 36230       | Lys-Saint-Georges               | 200                              | 12,98         | 15               | Neuvy-Saint-Sépulchre                                                                                          | La Châtre             | Val de Bouzanne                     |
| 36110      | 36340       | Maillet                         | 242                              | 25,02         | 10               | Neuvy-Saint-Sépulchre                                                                                          | La Châtre             | Val de Bouzanne                     |
| 36111      | 36340       | Malicornay                      | 189                              | 16,31         | 12               | Neuvy-Saint-Sépulchre                                                                                          | La Châtre             | Val de Bouzanne                     |
| 36112      | 36120       | Mâron                           | 736                              | 27,84         | 26               | Ardentes | Châteauroux           | Châteauroux Métropole               |
| 36113      | 36220       | Martizay                        | 950                              | 39,00         | 24               | Le Blanc Tournon-Saint-Martin                                                                                  | Le Blanc              | Cœur de Brenne                      |
| 36114      | 36370       | Mauvières                       | 307                              | 23,94         | 13               | Saint-Gaultier Bélâbre                                                                                         | Le Blanc              | Marche Occitane-Val d’Anglin        |
| 36115      | 36210       | Menetou-sur-Nahon               | 143                              | 6,98          | 20               | Valençay Saint-Christophe-en-Bazelle                                                                           | Issoudun              | Chabris-Pays de Bazelle             |
| 36116      | 36150       | Ménétréols-sous-Vatan           | 117                              | 27,83         | 4                | Levroux Vatan                                                                                                  | Issoudun              | Champagne Boischauts                |
| 36118      | 36500       | Méobecq                         | 366                              | 35,56         | 10               | Saint-Gaultier Buzançais                                                                                       | Châteauroux           | Val de l’Indre-Brenne               |
| 36119      | 36220       | Mérigny                         | 544                              | 31,77         | 17               | Le Blanc Tournon-Saint-Martin                                                                                  | Le Blanc              | Brenne-Val de Creuse                |
| 36120      | 36230       | Mers-sur-Indre                  | 664                              | 25,45         | 26               | Neuvy-Saint-Sépulchre                                                                                          | La Châtre             | Val de Bouzanne                     |
| 36121      | 36100       | Meunet-Planches                 | 168                              | 26,73         | 6                | La Châtre Issoudun-Sud                                                                                         | Issoudun              | Champagne Boischauts                |
| 36122      | 36150       | Meunet-sur-Vatan                | 196                              | 12,47         | 16               | Levroux Vatan                                                                                                  | Issoudun              | Champagne Boischauts                |
| 36123      | 36290       | Mézières-en-Brenne              | 956                              | 57,57         | 17               | Le Blanc Mézières-en-Brenne                                                                                    | Le Blanc              | Cœur de Brenne                      |
| 36124      | 36800       | Migné                           | 228                              | 56,32         | 4                | Saint-Gaultier                                                                                                 | Le Blanc              | Cœur de Brenne                      |
| 36125      | 36260       | Migny                           | 110                              | 13,35         | 8                | Issoudun Issoudun-Nord                                                                                         | Issoudun              | Pays d’Issoudun                     |
| 36126      | 36140       | Montchevrier                    | 448                              | 34,70         | 13               | Neuvy-Saint-Sépulchre Aigurande                                                                                | La Châtre             | Marche Berrichonne                  |
| 36127      | 36400       | Montgivray                      | 1557                             | 25,48         | 61               | Neuvy-Saint-Sépulchre La Châtre                                                                                | La Châtre             | La Châtre et Sainte-Sévère          |
| 36128      | 36130       | Montierchaume                   | 1637                             | 37,20         | 44               | Ardentes Châteauroux-Est                                                                                       | Châteauroux           | Châteauroux Métropole               |
| 36129      | 36230       | Montipouret                     | 611                              | 27,89         | 22               | Neuvy-Saint-Sépulchre                                                                                          | La Châtre             | Val de Bouzanne                     |
| 36130      | 36400       | Montlevicq                      | 106                              | 18,79         | 6                | La Châtre | La Châtre             | La Châtre et Sainte-Sévère          |
| 36131      | 36200       | Mosnay                          | 463                              | 25,28         | 18               | Argenton-sur-Creuse                                                                                            | Châteauroux           | Éguzon-Argenton-Vallée de la Creuse |
| 36133      | 36340       | Mouhers                         | 205                              | 17,89         | 11               | Neuvy-Saint-Sépulchre                                                                                          | La Châtre             | Val de Bouzanne                     |
| 36134      | 36170       | Mouhet                          | 411                              | 32,26         | 13               | Saint-Gaultier Saint-Benoît-du-Sault                                                                           | Le Blanc              | Marche Occitane-Val d’Anglin        |
| 36135      | 36110       | Moulins-sur-Céphons             | 277                              | 32,17         | 9                | Levroux | Châteauroux           | Levroux Boischaut Champagne         |
| 36136      | 36700       | Murs                            | 122                              | 23,05         | 5                | Buzançais Châtillon-sur-Indre                                                                                  | Châteauroux           | Châtillonnais en Berry              |
| 36137      | 36220       | Néons-sur-Creuse                | 355                              | 19,85         | 18               | Le Blanc Tournon-Saint-Martin                                                                                  | Le Blanc              | Brenne-Val de Creuse                |
| 36138      | 36400       | Néret                           | 188                              | 19,05         | 10               | La Châtre | La Châtre             | La Châtre et Sainte-Sévère          |
| 36139      | 36500       | Neuillay-les-Bois               | 659                              | 47,63         | 14               | Saint-Gaultier Buzançais                                                                                       | Châteauroux           | Val de l’Indre-Brenne               |
| 36140      | 36100       | Neuvy-Pailloux                  | 1161                             | 41,81         | 28               | La Châtre Issoudun-Sud                                                                                         | Issoudun              | Champagne Boischauts                |
| 36141      | 36230       | Neuvy-Saint-Sépulchre           | 1657                             | 35,11         | 47               | Neuvy-Saint-Sépulchre                                                                                          | La Châtre             | Val de Bouzanne                     |
| 36142      | 36250       | Niherne                         | 1457                             | 42,87         | 34               | Buzançais Châteauroux-Ouest                                                                                    | Châteauroux           | Val de l’Indre-Brenne               |
| 36143      | 36400       | Nohant-Vic                      | 451                              | 21,25         | 21               | La Châtre | La Châtre             | La Châtre et Sainte-Sévère          |
| 36144      | 36800       | Nuret-le-Ferron                 | 293                              | 47,29         | 6                | Saint-Gaultier                                                                                                 | Le Blanc              | Brenne-Val de Creuse                |
| 36145      | 36290       | Obterre                         | 225                              | 28,47         | 8                | Le Blanc Mézières-en-Brenne                                                                                    | Le Blanc              | Cœur de Brenne                      |
| 36146      | 36190       | Orsennes                        | 705                              | 49,28         | 14               | Neuvy-Saint-Sépulchre Aigurande                                                                                | La Châtre             | Marche Berrichonne                  |
| 36147      | 36210       | Orville                         | 141                              | 9,35          | 15               | Valençay Saint-Christophe-en-Bazelle                                                                           | Issoudun              | Chabris-Pays de Bazelle             |
| 36148      | 36800       | Oulches                         | 420                              | 43,36         | 10               | Saint-Gaultier                                                                                                 | Le Blanc              | Brenne-Val de Creuse                |
| 36149      | 36500       | Palluau-sur-Indre               | 789                              | 41,55         | 19               | Buzançais Châtillon-sur-Indre                                                                                  | Châteauroux           | Châtillonnais en Berry              |
| 36150      | 36170       | Parnac                          | 511                              | 46,75         | 11               | Saint-Gaultier Saint-Benoît-du-Sault                                                                           | Le Blanc              | Marche Occitane-Val d’Anglin        |
| 36152      | 36260       | Paudy                           | 437                              | 30,28         | 14               | Levroux Issoudun-Nord                                                                                          | Issoudun              | Pays d’Issoudun                     |
| 36153      | 36290       | Paulnay                         | 349                              | 38,48         | 9                | Le Blanc Mézières-en-Brenne                                                                                    | Le Blanc              | Cœur de Brenne                      |
| 36155      | 36180       | Pellevoisin                     | 794                              | 25,62         | 31               | Valençay Écueillé                                                                                              | Châteauroux           | Écueillé-Valençay                   |
| 36156      | 36160       | Pérassay                        | 415                              | 24,19         | 17               | La Châtre Sainte-Sévère-sur-Indre                                                                              | La Châtre             | La Châtre et Sainte-Sévère          |
| 36160      | 36190       | Pommiers                        | 228                              | 12,19         | 19               | Argenton-sur-Creuse Éguzon-Chantôme                                                                            | Châteauroux La Châtre | Éguzon-Argenton-Vallée de la Creuse |
| 36162      | 36210       | Poulaines                       | 816                              | 46,32         | 18               | Valençay Saint-Christophe-en-Bazelle                                                                           | Issoudun              | Chabris-Pays de Bazelle             |
| 36163      | 36160       | Pouligny-Notre-Dame             | 641                              | 33,75         | 19               | La Châtre Sainte-Sévère-sur-Indre                                                                              | La Châtre             | La Châtre et Sainte-Sévère          |
| 36164      | 36160       | Pouligny-Saint-Martin           | 232                              | 15,66         | 15               | La Châtre Sainte-Sévère-sur-Indre                                                                              | La Châtre             | La Châtre et Sainte-Sévère          |
| 36165      | 36300       | Pouligny-Saint-Pierre           | 1032                             | 47,45         | 22               | Le Blanc | Le Blanc              | Brenne-Val de Creuse                |
| 36166      | 36240       | Préaux                          | 172                              | 32,54         | 5                | Valençay Écueillé                                                                                              | Châteauroux           | Écueillé-Valençay                   |
| 36167      | 36220       | Preuilly-la-Ville               | 151                              | 4,23          | 36               | Le Blanc Tournon-Saint-Martin                                                                                  | Le Blanc              | Brenne-Val de Creuse                |
| 36168      | 36370       | Prissac                         | 577                              | 62,83         | 9                | Saint-Gaultier Bélâbre                                                                                         | Le Blanc              | Marche Occitane-Val d’Anglin        |
| 36169      | 36120       | Pruniers                        | 497                              | 49,00         | 10               | La Châtre Issoudun-Sud                                                                                         | Issoudun              | Champagne Boischauts                |
| 36170      | 36150       | Reboursin                       | 104                              | 12,72         | 8                | Levroux Vatan                                                                                                  | Issoudun              | Champagne Boischauts                |
| 36171      | 36260       | Reuilly                         | 2009                             | 25,80         | 78               | Levroux Issoudun-Nord                                                                                          | Issoudun              | Pays d’Issoudun                     |
| 36172      | 36800       | Rivarennes                      | 491                              | 37,41         | 13               | Saint-Gaultier                                                                                                 | Le Blanc              | Brenne-Val de Creuse                |
| 36173      | 36300       | Rosnay                          | 522                              | 59,03         | 9                | Le Blanc | Le Blanc              | Brenne-Val de Creuse                |
| 36174      | 36170       | Roussines                       | 358                              | 22,98         | 16               | Saint-Gaultier Saint-Benoît-du-Sault                                                                           | Le Blanc              | Marche Occitane-Val d’Anglin        |
| 36175      | 36110       | Rouvres-les-Bois                | 278                              | 30,85         | 9                | Levroux | Châteauroux           | Levroux Boischaut Champagne         |
| 36176      | 36300       | Ruffec                          | 569                              | 40,93         | 14               | Le Blanc | Le Blanc              | Brenne-Val de Creuse                |
| 36177      | 36170       | Sacierges-Saint-Martin          | 308                              | 31,17         | 10               | Saint-Gaultier Saint-Benoît-du-Sault                                                                           | Le Blanc              | Brenne-Val de Creuse                |
| 36178      | 36300       | Saint-Aigny                     | 272                              | 14,86         | 18               | Le Blanc | Le Blanc              | Brenne-Val de Creuse                |
| 36179      | 36100       | Saint-Aoustrille                | 211                              | 19,47         | 11               | Levroux Issoudun-Nord                                                                                          | Issoudun              | Champagne Boischauts                |
| 36180      | 36120       | Saint-Août                      | 817                              | 54,11         | 15               | La Châtre | La Châtre             | La Châtre et Sainte-Sévère          |
| 36181      | 36100       | Saint-Aubin                     | 151                              | 28,32         | 5                | La Châtre Issoudun-Sud                                                                                         | Issoudun              | Champagne Boischauts                |
| 36182      | 36170       | Saint-Benoît-du-Sault           | 510                              | 1,80          | 283              | Saint-Gaultier Saint-Benoît-du-Sault                                                                           | Le Blanc              | Marche Occitane-Val d’Anglin        |
| 36184      | 36400       | Saint-Chartier                  | 465                              | 27,52         | 17               | La Châtre | La Châtre             | La Châtre et Sainte-Sévère          |
| 36185      | 36210       | Saint-Christophe-en-Bazelle     | 353                              | 13,94         | 25               | Valençay Saint-Christophe-en-Bazelle                                                                           | Issoudun              | Chabris-Pays de Bazelle             |
| 36186      | 36400       | Saint-Christophe-en-Boucherie   | 234                              | 26,89         | 9                | La Châtre | La Châtre             | La Châtre et Sainte-Sévère          |
| 36187      | 36170       | Saint-Civran                    | 138                              | 11,61         | 12               | Saint-Gaultier Saint-Benoît-du-Sault                                                                           | Le Blanc              | Brenne-Val de Creuse                |
| 36188      | 36700       | Saint-Cyran-du-Jambot           | 171                              | 14,21         | 12               | Buzançais Châtillon-sur-Indre                                                                                  | Châteauroux           | Châtillonnais en Berry              |
| 36189      | 36230       | Saint-Denis-de-Jouhet           | 969                              | 43,48         | 22               | Neuvy-Saint-Sépulchre Aigurande                                                                                | La Châtre             | Marche Berrichonne                  |
| 36190      | 36100       | Sainte-Fauste                   | 260                              | 23,07         | 11               | Ardentes Issoudun-Sud                                                                                          | Issoudun              | Champagne Boischauts                |
| 36193      | 36500       | Sainte-Gemme                    | 257                              | 32,50         | 8                | Le Blanc Mézières-en-Brenne                                                                                    | Le Blanc              | Cœur de Brenne                      |
| 36199      | 36260       | Sainte-Lizaigne                 | 1109                             | 26,36         | 42               | Levroux Issoudun-Nord                                                                                          | Issoudun              | Pays d’Issoudun                     |
| 36208      | 36160       | Sainte-Sévère-sur-Indre         | 775                              | 26,03         | 30               | La Châtre Sainte-Sévère-sur-Indre                                                                              | La Châtre             | La Châtre et Sainte-Sévère          |
| 36191      | 36150       | Saint-Florentin                 | 508                              | 15,95         | 32               | Levroux Vatan                                                                                                  | Issoudun              | Champagne Boischauts                |
| 36192      | 36800       | Saint-Gaultier                  | 1714                             | 9,20          | 186              | Saint-Gaultier                                                                                                 | Le Blanc              | Éguzon-Argenton-Vallée de la Creuse |
| 36194      | 36500       | Saint-Genou                     | 939                              | 24,41         | 38               | Buzançais | Châteauroux           | Val de l’Indre-Brenne               |
| 36195      | 36100       | Saint-Georges-sur-Arnon         | 554                              | 23,87         | 23               | Issoudun Issoudun-Nord                                                                                         | Issoudun              | Pays d’Issoudun                     |
| 36196      | 36170       | Saint-Gilles                    | 92                               | 7,68          | 12               | Saint-Gaultier Saint-Benoît-du-Sault                                                                           | Le Blanc              | Marche Occitane-Val d’Anglin        |
| 36197      | 36370       | Saint-Hilaire-sur-Benaize       | 314                              | 32,61         | 10               | Saint-Gaultier Bélâbre                                                                                         | Le Blanc              | Marche Occitane-Val d’Anglin        |
| 36198      | 36500       | Saint-Lactencin                 | 410                              | 32,20         | 13               | Buzançais | Châteauroux           | Val de l’Indre-Brenne               |
| 36200      | 36200       | Saint-Marcel                    | 1510                             | 17,84         | 85               | Argenton-sur-Creuse                                                                                            | Châteauroux           | Éguzon-Argenton-Vallée de la Creuse |
| 36202      | 36250       | Saint-Maur                      | 3589                             | 87,91         | 41               | Buzançais Levroux Châteauroux-Ouest                                                                            | Châteauroux           | Châteauroux Métropole               |
| 36203      | 36700       | Saint-Médard                    | 61                               | 12,60         | 5                | Buzançais Châtillon-sur-Indre                                                                                  | Châteauroux           | Châtillonnais en Berry              |
| 36204      | 36290       | Saint-Michel-en-Brenne          | 318                              | 49,15         | 6                | Le Blanc Mézières-en-Brenne                                                                                    | Le Blanc              | Cœur de Brenne                      |
| 36205      | 36260       | Saint-Pierre-de-Jards           | 98                               | 18,01         | 5                | Levroux Vatan                                                                                                  | Issoudun              | Champagne Boischauts                |
| 36207      | 36190       | Saint-Plantaire                 | 602                              | 34,07         | 18               | Neuvy-Saint-Sépulchre Aigurande                                                                                | La Châtre             | Marche Berrichonne                  |
| 36209      | 36100       | Saint-Valentin                  | 263                              | 24,90         | 11               | Levroux Issoudun-Nord                                                                                          | Issoudun              | Champagne Boischauts                |
| 36210      | 36230       | Sarzay                          | 300                              | 18,30         | 16               | Neuvy-Saint-Sépulchre                                                                                          | La Châtre             | La Châtre et Sainte-Sévère          |
| 36211      | 36120       | Sassierges-Saint-Germain        | 447                              | 31,72         | 14               | Ardentes | Châteauroux           | Châteauroux Métropole               |
| 36212      | 36290       | Saulnay                         | 164                              | 22,20         | 7                | Le Blanc Mézières-en-Brenne                                                                                    | Le Blanc              | Cœur de Brenne                      |
| 36213      | 36220       | Sauzelles                       | 256                              | 12,86         | 20               | Le Blanc Tournon-Saint-Martin                                                                                  | Le Blanc              | Brenne-Val de Creuse                |
| 36214      | 36160       | Sazeray                         | 296                              | 22,69         | 13               | La Châtre Sainte-Sévère-sur-Indre                                                                              | La Châtre             | La Châtre et Sainte-Sévère          |
| 36215      | 36100       | Ségry                           | 487                              | 33,06         | 15               | Issoudun Issoudun-Sud                                                                                          | Issoudun              | Pays d’Issoudun                     |
| 36216      | 36180       | Selles-sur-Nahon                | 62                               | 6,77          | 9                | Valençay Écueillé                                                                                              | Châteauroux           | Écueillé-Valençay                   |
| 36217      | 36210       | Sembleçay                       | 101                              | 8,08          | 13               | Valençay Saint-Christophe-en-Bazelle                                                                           | Issoudun              | Chabris-Pays de Bazelle             |
| 36218      | 36500       | Sougé                           | 146                              | 13,02         | 11               | Buzançais | Châteauroux           | Val de l’Indre-Brenne               |
| 36219      | 36200       | Tendu                           | 654                              | 42,17         | 16               | Argenton-sur-Creuse                                                                                            | Châteauroux           | Éguzon-Argenton-Vallée de la Creuse |
| 36220      | 36800       | Thenay                          | 897                              | 34,21         | 26               | Saint-Gaultier                                                                                                 | Le Blanc              | Brenne-Val de Creuse                |
| 36221      | 36400       | Thevet-Saint-Julien             | 395                              | 30,94         | 13               | La Châtre | La Châtre             | La Châtre et Sainte-Sévère          |
| 36222      | 36100       | Thizay                          | 229                              | 16,65         | 14               | La Châtre Issoudun-Sud                                                                                         | Issoudun              | Champagne Boischauts                |
| 36223      | 36310       | Tilly                           | 138                              | 14,77         | 9                | Saint-Gaultier Bélâbre                                                                                         | Le Blanc              | Marche Occitane-Val d’Anglin        |
| 36224      | 36220       | Tournon-Saint-Martin            | 1120                             | 25,82         | 43               | Le Blanc Tournon-Saint-Martin                                                                                  | Le Blanc              | Brenne-Val de Creuse                |
| 36226      | 36230       | Tranzault                       | 347                              | 17,97         | 19               | Neuvy-Saint-Sépulchre                                                                                          | La Châtre             | Val de Bouzanne                     |
| 36227      | 36160       | Urciers                         | 239                              | 19,02         | 13               | La Châtre Sainte-Sévère-sur-Indre                                                                              | La Châtre             | La Châtre et Sainte-Sévère          |
| 36228      | 36600       | Valençay                        | 2239                             | 41,59         | 54               | Valençay | Châteauroux           | Écueillé-Valençay                   |
| 36229      | 36210       | Val-Fouzon                      | 944                              | 46,90         | 20               | Valençay Saint-Christophe-en-Bazelle                                                                           | Issoudun              | Chabris-Pays de Bazelle             |
| 36230      | 36150       | Vatan                           | 1959                             | 29,80         | 66               | Levroux Vatan                                                                                                  | Issoudun              | Champagne Boischauts                |
| 36231      | 36330       | Velles                          | 979                              | 63,09         | 16               | Argenton-sur-Creuse Ardentes                                                                                   | Châteauroux           | Éguzon-Argenton-Vallée de la Creuse |
| 36232      | 36500       | Vendœuvres                      | 1094                             | 96,45         | 11               | Saint-Gaultier Buzançais                                                                                       | Châteauroux           | Val de l’Indre-Brenne               |
| 36234      | 36400       | Verneuil-sur-Igneraie           | 343                              | 9,84          | 35               | La Châtre | La Châtre             | La Châtre et Sainte-Sévère          |
| 36235      | 36600       | Veuil                           | 378                              | 18,84         | 20               | Valençay | Châteauroux           | Écueillé-Valençay                   |
| 36236      | 36400       | Vicq-Exemplet                   | 321                              | 38,74         | 8                | La Châtre | La Châtre             | La Châtre et Sainte-Sévère          |
| 36237      | 36600       | Vicq-sur-Nahon                  | 681                              | 49,08         | 14               | Valençay | Châteauroux           | Écueillé-Valençay                   |
| 36238      | 36160       | Vigoulant                       | 99                               | 9,71          | 10               | La Châtre Sainte-Sévère-sur-Indre                                                                              | La Châtre             | La Châtre et Sainte-Sévère          |
| 36239      | 36170       | Vigoux                          | 469                              | 37,51         | 13               | Saint-Gaultier Saint-Benoît-du-Sault                                                                           | Le Blanc              | Brenne-Val de Creuse                |
| 36240      | 36160       | Vijon                           | 289                              | 21,26         | 14               | La Châtre Sainte-Sévère-sur-Indre                                                                              | La Châtre             | La Châtre et Sainte-Sévère          |
| 36241      | 36320       | Villedieu-sur-Indre             | 2615                             | 57,77         | 45               | Buzançais | Châteauroux           | Val de l’Indre-Brenne               |
| 36242      | 36110       | Villegongis                     | 103                              | 18,15         | 6                | Levroux | Châteauroux           | Levroux Boischaut Champagne         |
| 36243      | 36500       | Villegouin                      | 321                              | 24,03         | 13               | Valençay Écueillé                                                                                              | Châteauroux           | Écueillé-Valençay                   |
| 36244      | 36360 36600 | Villentrois-Faverolles-en-Berry | 880                              | 73,79         | 12               | Valençay | Châteauroux           | Écueillé-Valençay                   |
| 36246      | 36290       | Villiers                        | 174                              | 24,53         | 7                | Le Blanc Mézières-en-Brenne                                                                                    | Le Blanc              | Cœur de Brenne                      |
| 36247      | 36110       | Vineuil                         | 1245                             | 44,41         | 28               | Levroux | Châteauroux           | Levroux Boischaut Champagne         |
| 36248      | 36100       | Vouillon                        | 224                              | 14,98         | 15               | Ardentes Issoudun-Sud                                                                                          | Issoudun              | Champagne Boischauts                |

## Veränderungen im Gemeindebestand seit der landesweiten Neuordnung der Kantone

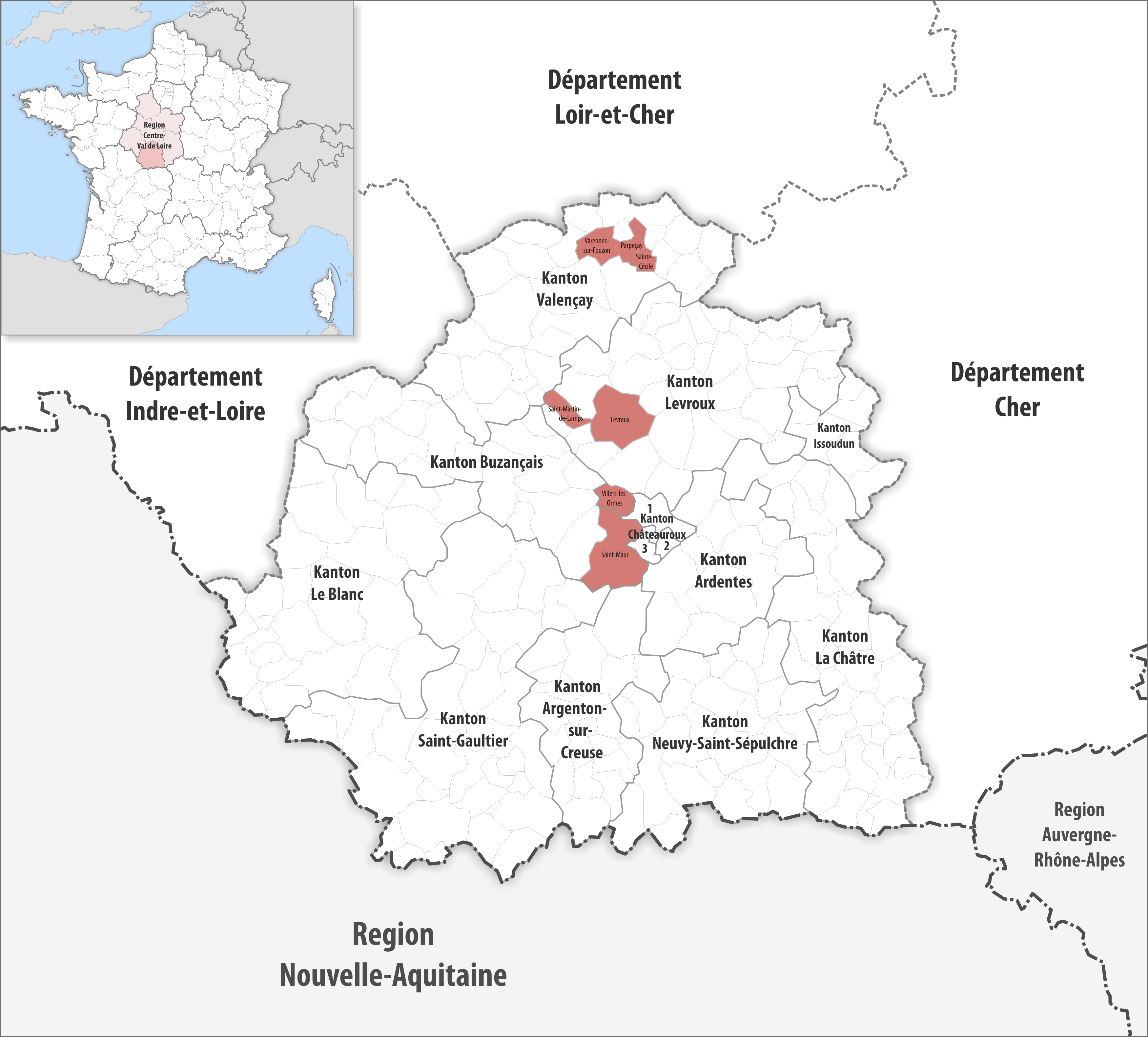
Gemeinden bis 2015
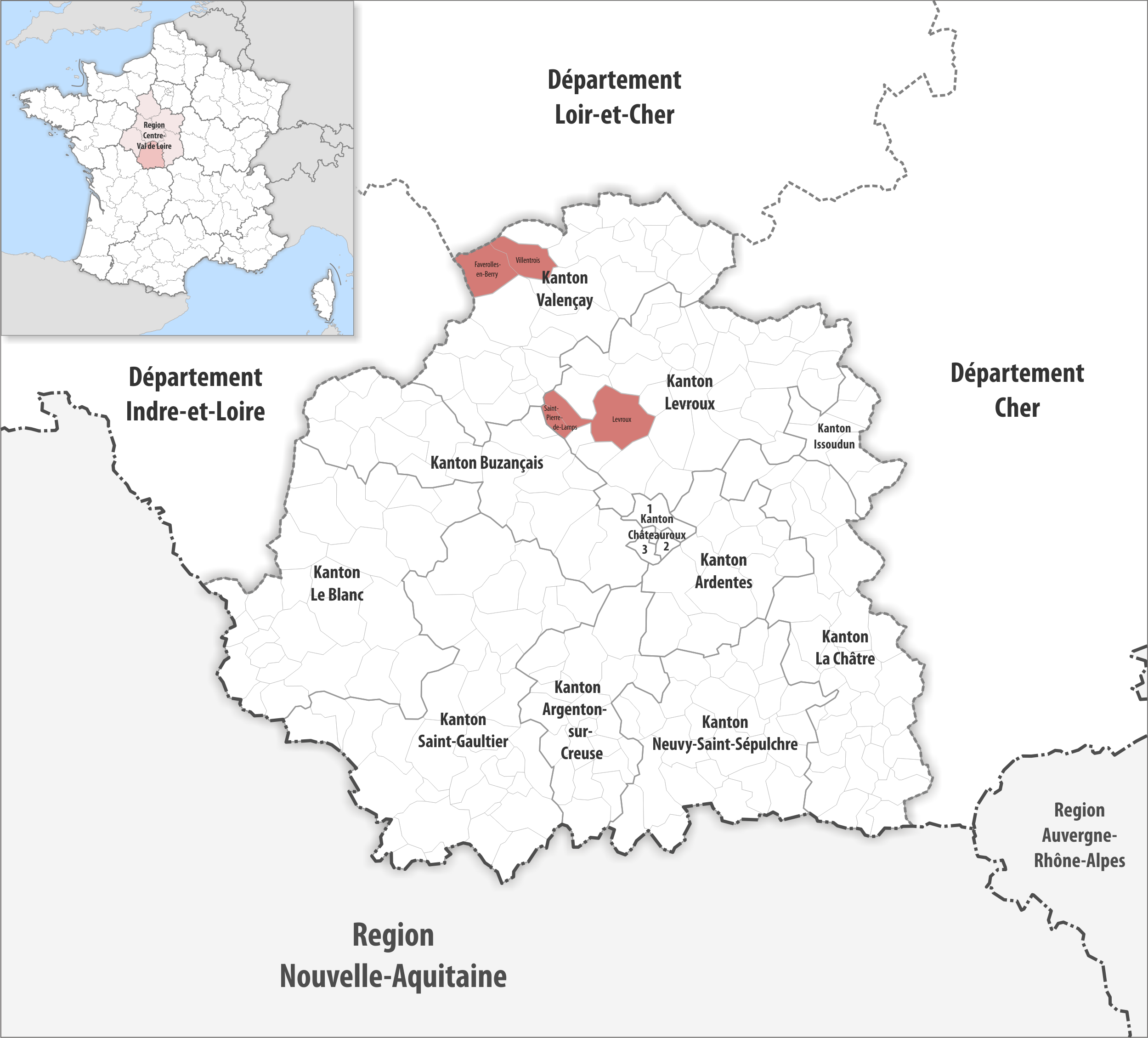
Gemeinden bis 2018

2019:
- Fusion Levroux und Saint-Pierre-de-Lamps → Levroux
- Fusion Villentrois und Faverolles-en-Berry → Villentrois-Faverolles-en-Berry

2016: 
- Fusion Levroux und Saint-Martin-de-Lamps → Levroux
- Fusion Saint-Maur und Villers-les-Ormes → Saint-Maur
- Fusion Parpeçay, Sainte-Cécile und Varennes-sur-Fouzon → Val-Fouzon